# Гряву, Илие
Илие Гряву (рум. Ilie Greavu; 19 июля 1937, Сибиу — 1 апреля 2007) — румынский футболист и футбольный тренер, играл на позиции левого защитника. Участник Олимпийских игр 1964 года.

## Биография

### Клубная карьера
В 1957 году перешёл в бухарестский «Локомотив». Дебютировал в Дивизии A 28 августа 1957 года в матче с «Жиулом» — «Локомотив» проиграл со счётом 0:1. В составе «железнодорожников» отыграл большую часть карьеры и завоевал чемпионский титул в 1967 году. Всего за бухарестский «Рапид» сыграл в Дивизии A 294 матча и забил 1 гол.

### Карьера в сборной
В составе сборной Румынии принимал участие на олимпийском футбольном турнире 1964 года, где был основным игроком и сыграл в 6 матчах на турнире. По итогам турнира сборная Румынии заняла итоговое 5-е место, выиграв утешительный турнир. Всего за сборную Румынии сыграл 22 матча и не отметился забитыми мячами.

### Тренерская карьера
В 1988 году в течение некоторого времени работал главным тренером бухарестского «Рапида».

### Болезнь и смерть
Последние годы жизни страдал сахарным диабетом и нарушением кровообращения, из-за чего перенёс ампутацию обеих ног. Скончался 1 апреля 2007 года в возрасте 69 лет от сердечного приступа.

## Достижения
«Рапид» (Бухарест)
- Чемпион Румынии (1): 1966/67
- Обладатель Балканского кубка (2): 1963/64, 1964-66